# Gurgaon Rural
Gurgaon Rural é uma vila no distrito de Gurgaon, no estado indiano de Haryana.

## Demografia
Segundo o censo de 2001, Gurgaon Rural tinha uma população de 17 100 habitantes. Os indivíduos do sexo masculino constituem 54% da população e os do sexo feminino 46%. Gurgaon Rural tem uma taxa de literacia de 70%, superior à média nacional de 59,5%: a literacia no sexo masculino é de 76% e no sexo feminino é de 63%. Em Gurgaon Rural, 15% da população está abaixo dos 6 anos de idade.